# I. e. 123
Évszázadok: i. e. 3. század – i. e. 2. század – i. e. 1. század
Évtizedek: i. e. 170-es évek – i. e. 160-as évek – i. e. 150-es évek – i. e. 140-es évek – i. e. 130-as évek – i. e. 120-as évek – i. e. 110-es évek – i. e. 100-as évek – i. e. 90-es évek – i. e. 80-as évek – i. e. 70-es évek
Évek: i. e. 128 – i. e. 127 – i. e. 126 – i. e. 125 –  i. e. 124 – i. e. 123 – i. e. 122 – i. e. 121 – i. e. 120 – i. e. 119 – i. e. 118

## Események

### Róma
- Titus Quinctius Flaminiust és Quintus Caecilius Metellust választják consulnak.
- Caius Gracchust néptribunussá választják. Számos törvényt fogadtat el, amelyek visszafogják a bíróságok önkényeskedéseit és a megnyitja a lovagok számára a bírói pályát, folytatja meggyilkolt bátyja agrárreformját, amely az állami földeket a szegények között osztja szét és új coloniákat alapít a szegényeknek.
- Quintus Caecilius Metellus elfoglalja a Baleári-szigeteket, 3000 latin és hispániai telepest hozat és megalapítja Palma és Pollentia városokat. A consul megkapja a Balearicus melléknevet.
- Az előző évi consul, Caius Sextius Calvinus legyőzi a salluvii törzset az Alpokon túli Galliában és véget vet a Massiliát fenyegető gall támadásoknak. Sextius Calvinus megalapítja a Aquae Sextiae coloniát.

### Hellenisztikus birodalmak
- VIII. Antiokhosz szeleukida király legyőzi a trónkövetelő II. Alexandroszt. Alexandrosz el akar menekülni Görögországba, de előtte még kifoszt egy Zeusz-templomot. A lakosság elfogja és Antiokhoszhoz küldik, aki kivégezteti.

## Halálozások
- II. Alexandrosz, szeleukida ellenkirály

## Fordítás
- Ez a szócikk részben vagy egészben  a(z)   123 av. J.-C. című francia Wikipédia-szócikk ezen változatának fordításán alapul.  Az eredeti cikk szerkesztőit annak laptörténete sorolja fel. Ez a jelzés csupán a megfogalmazás eredetét és a szerzői jogokat jelzi, nem szolgál a cikkben szereplő információk forrásmegjelöléseként.